# X JAPAN WORLD TOUR LIVE IN HONG KONG
『X JAPAN WORLD TOUR LIVE IN HONG KONG』は、日本のロックバンドX JAPANが中華人民共和国香港のアジアワールド・エキスポにおいて、2009年の1月16日と1月17日の2日間開催したコンサートである。

## 日程
- 1月16日：破壊の夜 Extra
- 1月17日：破壊の夜 in HONG KONG

## 概要
2008年12月31日の「X JAPAN COUNTDOWN GIG 〜初心に帰って〜」を皮切りにスタートしたX JAPANのワールド・ツアーの香港公演で、同バンドとしても初の海外公演となった。この香港公演は当初17日のみの1DAY公演を予定していたが、2008年12月18日に発売されたチケットは即日完売。この反響の大きさに、急遽16日にも「破壊の夜 Extra」と題した追加公演を行うことを決定。公演10日前の1月7日にチケットが発売されるという事態となった。
2日目の「Rusty Nail」では、通常のシンセサイザーのイントロの前に、YOSHIKIのピアノとTOSHIのボーカルのみでの「Rusty Nail」のサビが披露された。
そして、SUGIZOは1日目は「紅」からの参加だったが、2日目は「Rusty Nail」からのいきなりの参加であった。

## 参加メンバー
- YOSHIKI
- TOSHI
- HIDE
- PATA
- HEATH
- SUGIZO(当時はまだ正式なメンバーではなくサポートとして参加)

## 演奏曲

### 破壊の夜 Extra(2009/1/16)
セットリスト
- THE LAST SONG
- Rusty Nail
- WEEK END
- PATA Guitar solo
- DRAIN
- Longing 〜跡切れたmelody〜 (アコースティック)
- Piano solo
- Without You (Short Version)
- ART OF LIFE (第一楽章まで)
- 紅

アンコール1
- ENDLESS RAIN
- I.V.
- Drum solo
- X ～ Drum Break

アンコール2
- Tears
- Say Anything (S.E.)
- Longing 〜跡切れたMelody〜 (S.E.)
- UNFINISHED (S.E.)
- CRUCIFY MY LOVE(S.E.)

### 破壊の夜 in HONG KONG(2009/1/17)
セットリスト
- Amethyst (S.E)
- Rusty Nail (ピアノ演奏から)
- WEEK END
- HEATH Bass solo
- DRAIN
- Forever Love (アコースティック)
- Piano solo
- Tears
- 紅
- オルガスム

アンコール1
- I.V.
- Drum solo & Piano solo 〜DAHLIA (classic short version)
- X

アンコール2
- ENDLESS RAIN
- ART OF LIFE (第二楽章から) ～ Drum Break
- Say Anything (S.E)
- Longing 〜跡切れたMelody〜 (S.E.)
- UNFINISHED (S.E.)
- CRUCIFY MY LOVE (S.E.)